# Biergarten

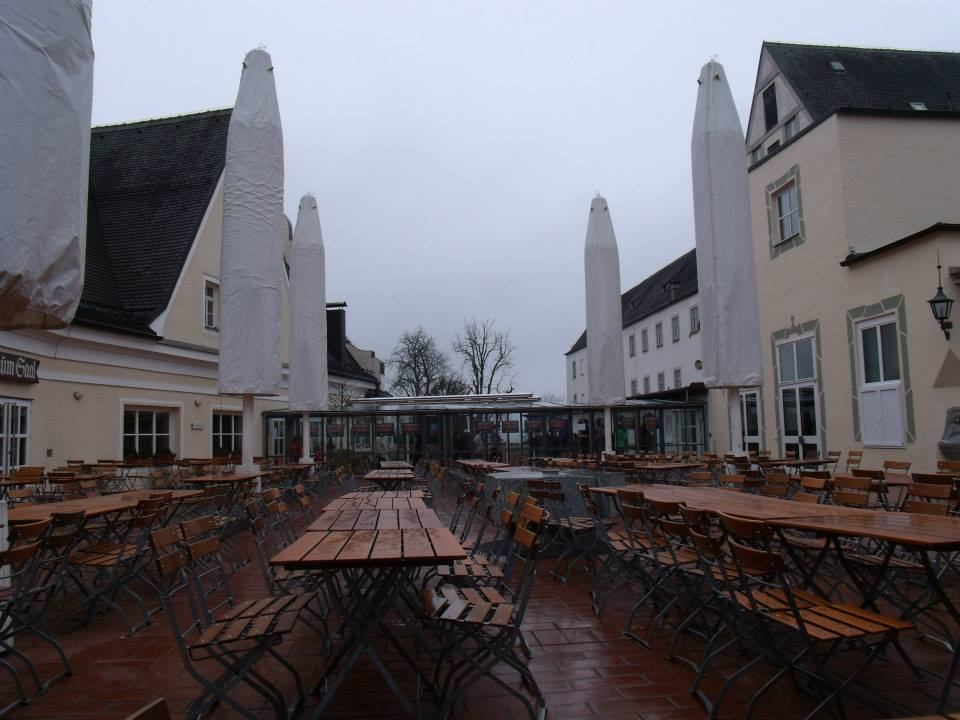
Biergarten no Mosteiro de Andechs

Um Biergarten (em alemão "jardim da cerveja") é uma área externa na qual cerveja, outras bebidas e cozinha local são servidas (ver Culinária da Alemanha). Originaram-se no sul da Alemanha, especialmente na Baviera, onde são mais comuns. Estão usualmente associados a um beer hall, pub ou restaurante.
O restaurante Hirschgarten em Munique é conhecido por seu Biergarten, provavelmente o maior do mundo com capacidade para 8000 pessoas, foi fundado em 1791.